# Zipf-Bräu
Die Zipf-Bräu (auch Brauerei Zipf) war bis in die Mitte der 1980er Jahre eine Brauerei und Mälzerei in Tauberbischofsheim. Die Ursprünge der vor 1930 in Gerlachsheim beheimateten Brauerei reichen bis ins Jahr 1734 zurück.

## Geschichte

### Vorgeschichte in Gerlachsheim und Tauberbischofsheim
Bereits im Jahre 1734 wurde in Gerlachsheim eine Brauerei gegründet, die der aus dem Ort stammende Heinrich Zipf (1874–1946) seit 1902 als Brauerei Zipf erfolgreich betrieb. Daneben bestand in Tauberbischofsheim seit 1912/13 eine Brauhaus AG, die jedoch nach kurzer Zeit wieder Insolvenz anmelden musste. Am Standort der Brauhaus AG gab es zunächst eine Fleischfabrik, die jedoch ebenfalls nur kurzen Bestand hatte. Im Jahre 1929 wurde die Brauhaus AG von der Zentrale der Landwirtschaftlichen Lagerhäuser AG Tauberbischofsheim wieder eingerichtet und am 12. Januar 1930 eröffnete. Bereits 1929 sendete Zipf eine Anfrage an die Stadt Tauberbischofsheim bezüglich der Nutzung des Stadtwappens für das Logo einer neuen Brauerei für Plakate, Schriftstücke und Biergläser. Der Gemeinderat stimmte dieser Anfrage zu.

### Verlegung der Brauerei Zipf nach Tauberbischofsheim
Heinrich Zipf erwarb am 11. März 1930 von der Zentrale der Landwirtschaftlichen Lagerhäuser AG Tauberbischofsheim die Gebäude der Brauhaus AG samt Einrichtung für 140.000 Reichsmark und verlegte seine Brauerei von Gerlachsheim nach Tauberbischofsheim. Zu diesem Zeitpunkt war Heinrich der technische Leiter und August Schäffner, der ehemalige Prokurist, der kaufmännische Leiter. Nach der Übernahme soll die Brauereieinrichtung anfangs noch nicht sehr vollständig gewesen sein. Also musste Zipf zunächst einige Investitionen am Tauberbischofsheimer Standort tätigen. Einem Antrag Zipfs an die Stadt Tauberbischofsheim auf Stornierung des gemeindliche Zuschlags zur Grunderwerbssteuer, der sich auf 1.435 Reichsmark belief, wurde in der Gemeinderatssitzung vom 1. Mai 1930 „im Interesse der Förderung neuzugehender Industrie“ stattgegeben. Die benachbarte Brauereikonkurrenz beschwerte sich hierüber einige Zeit später bei der Stadt Tauberbischofsheim, da die Brauerei Zipf ab 1931 auch von der Gemeindebiersteuer befreit wurde.
Das erste in der von Heinrich Zipf neueröffneten Brauerei Zipf gebraute Bier war ein Märzen. Am 18. März 1930, dem 30. Geburtstag seines ältesten Sohns Otto Zipf, wurde hierfür der erste Biersud angesetzt: Die Stammwürze des Märzens betrug 14 Prozent. Am 17. April 1930 veröffentlichte der Braumeister Heinrich Zipf im Tauber- und Frankenboten seine erste Anzeige mit folgendem Text:

„Nach käuflichem Erwerb des Brauereianwesens der landwirtschaftlichen Lagerhäuser A.G. in Tauberbischofsheim habe ich meinen Brauereibetrieb von Gerlachsheim nach Tauberbischofsheim verlegt und hier bereits eröffnet. Die neuzeitliche Einrichtung und fachmännische Leitung meines Betriebes bieten die Gewähr, dass alle an ihn herantretenden Anforderungen entsprochen werden kann.“

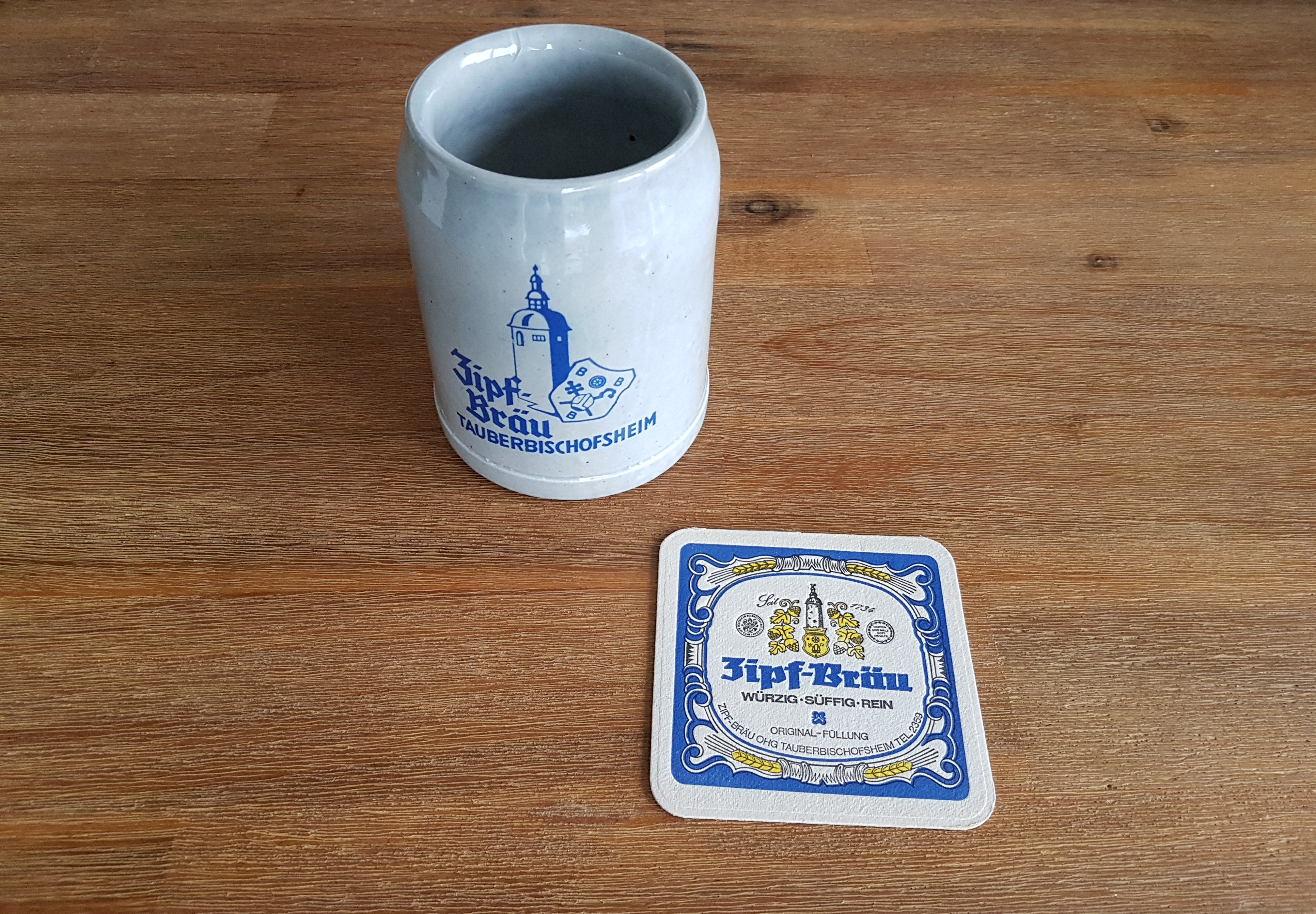
Der Türmersturm zierte das Logo der Zipf-Bräu

Das Tauberbischofsheimer Stadtwappen und der Türmersturm, das Wahrzeichen der Stadt, zierten das erste Logo der Brauerei Zipf. Am 25. September 1934 stellte Zipf einen Antrag zum Bau einer fünfstöckigen Malzdarre. Mit der Genehmigung des Antrags im Oktober des gleichen Jahres entstand das markanteste Gebäude der Brauerei Zipf, welches auch das Tauberbischofsheimer Stadtbild für mehrere Jahrzehnte prägen sollte. Der weithin sichtbare Darrkamin als auffallendes Wahrzeichen der Brauerei wurde später neben dem Brauereigebäude auch in das Brauereilogo mit aufgenommen.
Ein Bockbier wurde im Mai 1936 zu Pfingsten erstmals im Tauber- und Frankenboten angeboten.

### Umfirmierung zur Zipf-Bräu OHG
Am 1. Januar 1937 gründete Heinrich Zipf mit dem Obermälzer Albert Zipf, dem Braumeister Otto Zipf und dem kaufmännischen Leiter August Schäffner die Zipf-Bräu OHG. Während des Zweiten Weltkrieges erfolgten Fassbierlieferungen bis nach Smolensk an der Ostfront. In den schwierigen Kriegsjahren half die Produktion von Lagerbier und Fassbrause dem Unternehmen zum Überleben. Da die hohen Investitionen in die Malzdarre aus den 1930er Jahren noch nicht verkraftet waren, wurde das Lagerbier im Verlauf des Krieges auch immer dünner, um in dieser schwierigen Zeit als Unternehmen überleben zu können.
In der Nachkriegszeit wurde für die anrückenden Amerikaner vorsorglich der Vorratskeller geöffnet, in welchem noch etwas stärkeres Vollbier lagerte. Eine amerikanische Einheit quartierte sich in der Folge in der Brauerei ein. Die Werkstattkompanie ließ sich ein ganzes Jahr lang in Tauberbischofsheim häuslich nieder. Der Kompaniechef Raffael, ein Puerto Ricaner, unterstützte die Wiederaufnahme der Produktion und des Verkaufs, bevor der Firmengründer Heinrich Zipf 1946 im Alter von 72 Jahren verstarb. Erst nach der Währungsreform 1948 sollte sich der Brauereibetrieb wieder normalisieren.

### Produktions- und Vertriebserweiterungen

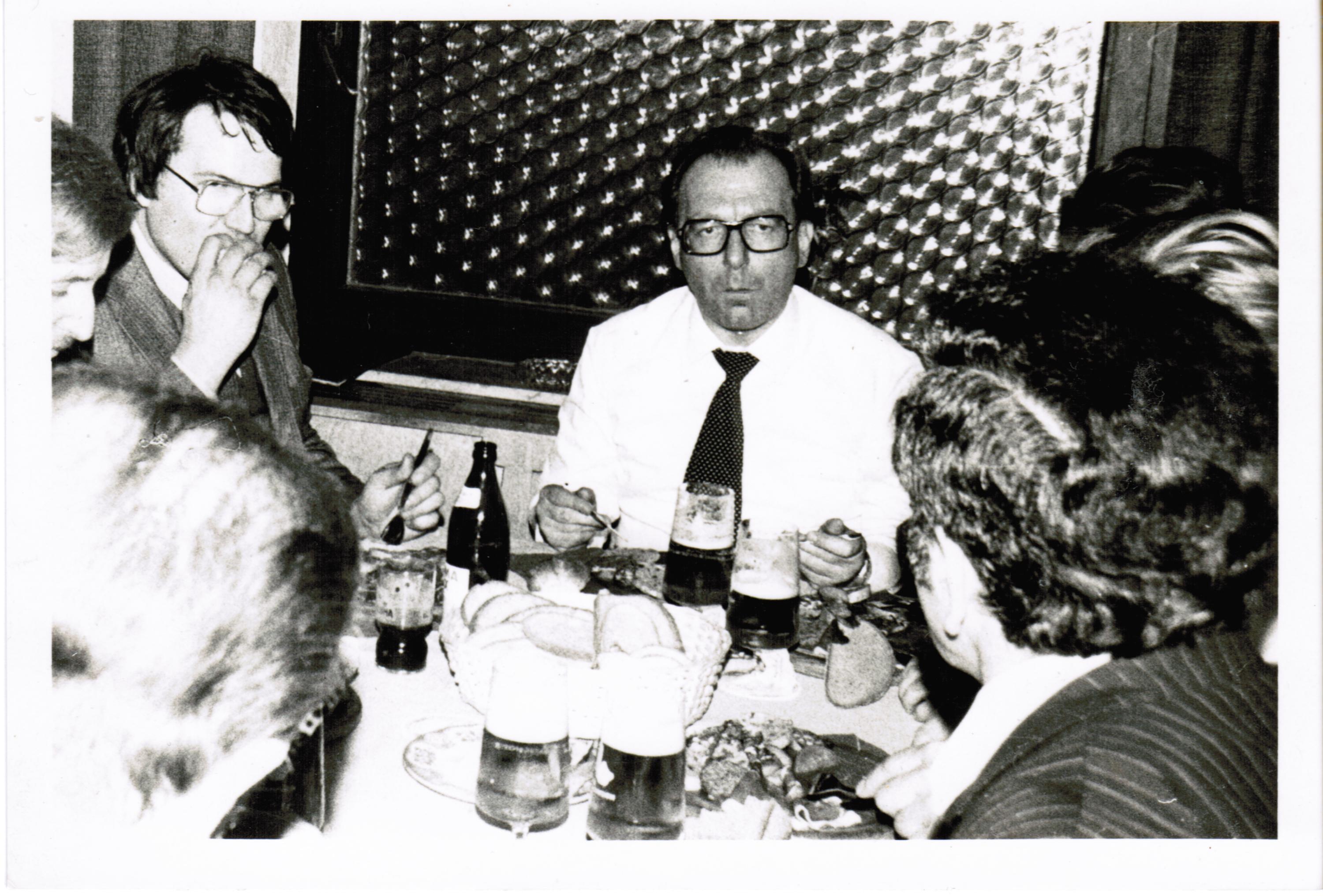
Der ehemalige Ministerpräsident von Baden-Württemberg, Lothar Späth, zu Besuch bei der Zipf-Bräu in Tauberbischofsheim.

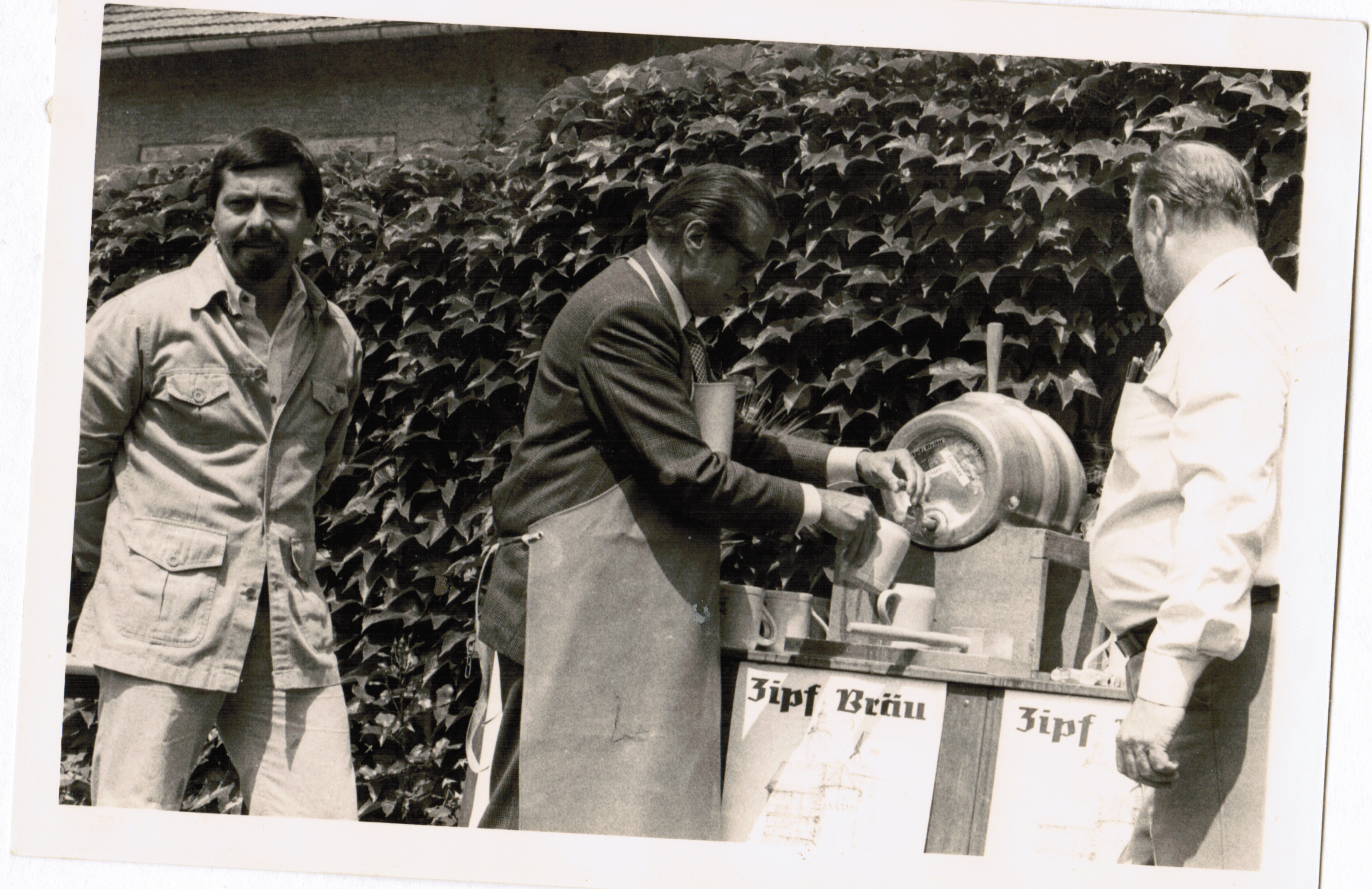
Anstich des Altstadtfestbieres in den 1970er Jahren. Links der Geschäftsführer der Zipf-Bräu, Horst Zipf. In der Mitte der damalige Bürgermeister von Tauberbischofsheim, Hans Dörfle.

Zu Beginn der 1950er Jahre wurde das Sortiment erweitert. Die Zipf-Bräu begann mit der Produktion der eigenen Limonadenmarke „Raboll“. Der älteste Sohn des Firmengründers Heinrich Zipf, der Brauereigesellschafter Otto Zipf, verstarb am 14. Januar 1954. Ihren Getränkevertrieb baute die Brauerei ab 1958 aus. An vielen Orten entstanden Verkaufsstellen für Bierflaschen. Der Umsatz stieg in der Folge stetig und es wurde mehr Personal eingestellt. Das Drei-Städte-Adressbuch Tauberbischofsheim-Lauda-Külsheim von 1959 führte auf dem Einband das Firmenlogo der Zipf-Bräu. Bis zum Jahr 1969 stieg der Umsatz stetig an. Gegen Ende der 1960er Jahre erreichte die Zipf-Bräu den Höhepunkt ihres unternehmerischen Erfolgs. Zum Sortiment der Brauerei gehörten damals die untergärigen Biersorten Lager, Märzen, Pils, Bockbier, Festbier und die hauseigene Limonade „Raboll“.
Große Erfolg erzielte die Brauerei mit dem ersten im fränkisch-bayerischen Raum gebrauten ungefilterten Altstadtbier. Dieses wurde im Jahre 1974 für das erste Tauberbischofsheimer Altstadtfest als Festbier gebraut und läutete gleichzeitig die Geburtsstunde des Tauberbischofsheimer Altstadtfestbieres ein. Am 6. Juli 1974 fand der Anstich auf dem Marktplatz in einem blauweißen Festbierzelt der Brauerei Zipf statt.
Der Gesellschafter und Mitbegründer der Zipf Bräu OHG, Albert Zipf, verstarb 1978. Im Jahre 1979 trat für ihn seine Witwe Hedwig Zipf als Gesellschafterin in das Unternehmen ein. Horst Zipf und Heinz Schäffner hatten in dieser Zeit die Geschäftsführung inne. Im Jahre 1983 erfolgte der nächste Führungswechsel und Heinz Schäffner leitete als alleiniger Geschäftsführer die Zipf Bräu. Inge Kober und Hedwig Zipf waren Gesellschafter der Brauerei und Mälzerei.

### Niedergang der Zipf-Bräu
Nach einer zunehmenden Sättigung des Marktes in den 1970er Jahren und dem dadurch stärker werdenden Wettbewerbsdruck in den 1980er Jahren konnte die Zipf-Bräu im immer stärker werdenden Konkurrenzkampf unter den Brauereien nicht mehr mithalten. Hinzu kam eine veraltete Technik. In den noch wirtschaftlich günstigen Zeiten versäumte es die Brauerei, die notwendige Modernisierung des Unternehmens genügend zu forcieren. Mit der Produktion von alkoholfreien Getränken und dem Vertrieb von Handelswaren versuchte sich das Unternehmen noch im Markt zu behaupten, doch ein notwendiger Aufschwung war damit nicht mehr zu bewerkstelligen. So dümpelte die Zipf-Bräu noch ein paar Jahre bis zum völligen Zusammenbruch dahin. Schließlich wurde zum 1. Januar 1986 die Produktion von Bier und der hauseigenen Limonade eingestellt. Das Unternehmen wurde von Geschäftsführer Heinz Schäffner noch bis zur endgültigen Auflösung am 27. Februar 1987 als Getränkegroßhandel weitergeführt.

### Abbruch und Neugestaltung des Brauereiareals

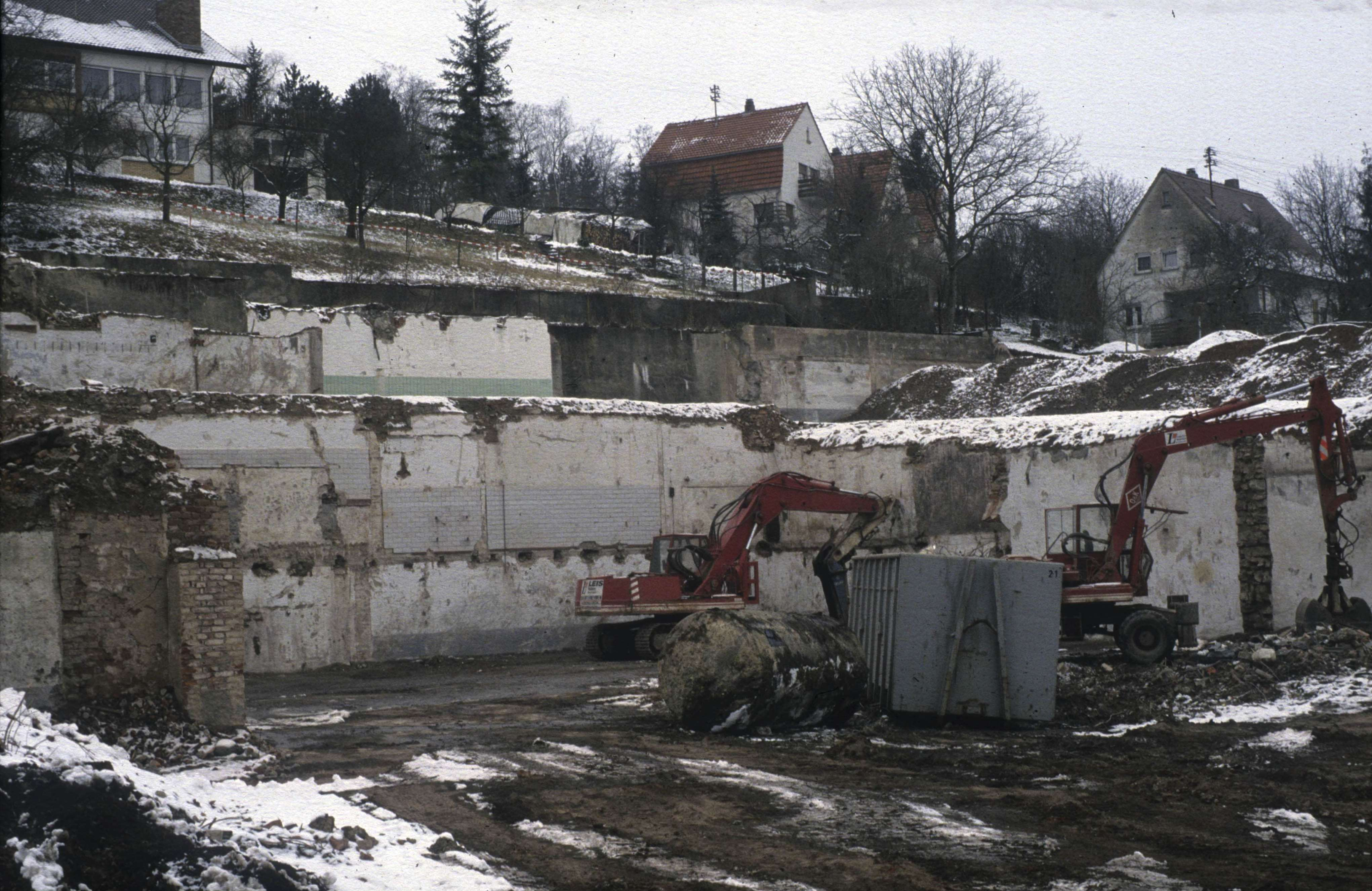
Abbruch der Brauerei Zipf (1992)

Am 9. September 1992 genehmigte der Tauberbischofsheimer Gemeinderat den Abbruch der ehemaligen Brauerei mit insgesamt 15 Gebäuden: Ein Sudhaus mit Malzmühle und Büroräumen, eine Mälzerei mit Getreidesilo, die Fassreinigung mit Gär- und Lagerkeller, zwei Wohnungen, einen Kühl- und Aufenthaltsraum, eine Schreinerei, Pkw-Garagen, eine Holzremise mit Betriebstoiletten, eine Trafo- und Umschaltstation, eine Flaschenfüllerei, ein Kesselhaus, das Brauereigebäude, einen Kohlenbunker, eine Lkw-Halle mit Lager, eine Lagerhalle und ein Wohnhaus. Bis zum Februar 1993 wurde alle Gebäude abgebrochen und auf dem Gelände entstand der Wohnpark Zipf.

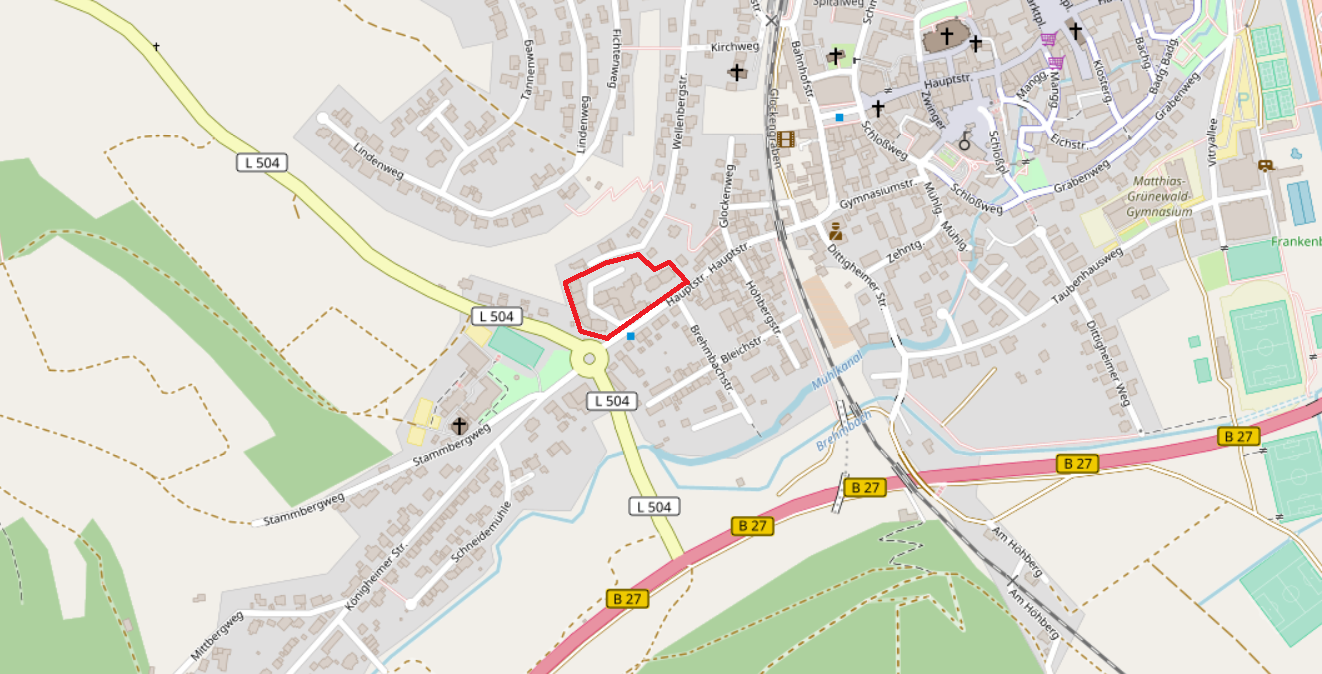
Lage des Wohnparks Zipf (ehemalige Brauerei Zipf) und des naheliegenden Zipf-Kreisels in Tauberbischofsheim

## Zipf-Bräu als Namensgeber
Auf dem Gelände der ehemaligen Brauerei entstand der sogenannte Wohnpark Zipf mit 127 Wohneinheiten.
In unmittelbarer Nähe der Brauerei ersetzte der Zipf-Kreisel eine ehemalige Kreuzung zwischen der L 504, der Tauberbischofsheimer Hauptstraße sowie der Königheimer Straße.